# Vote postal

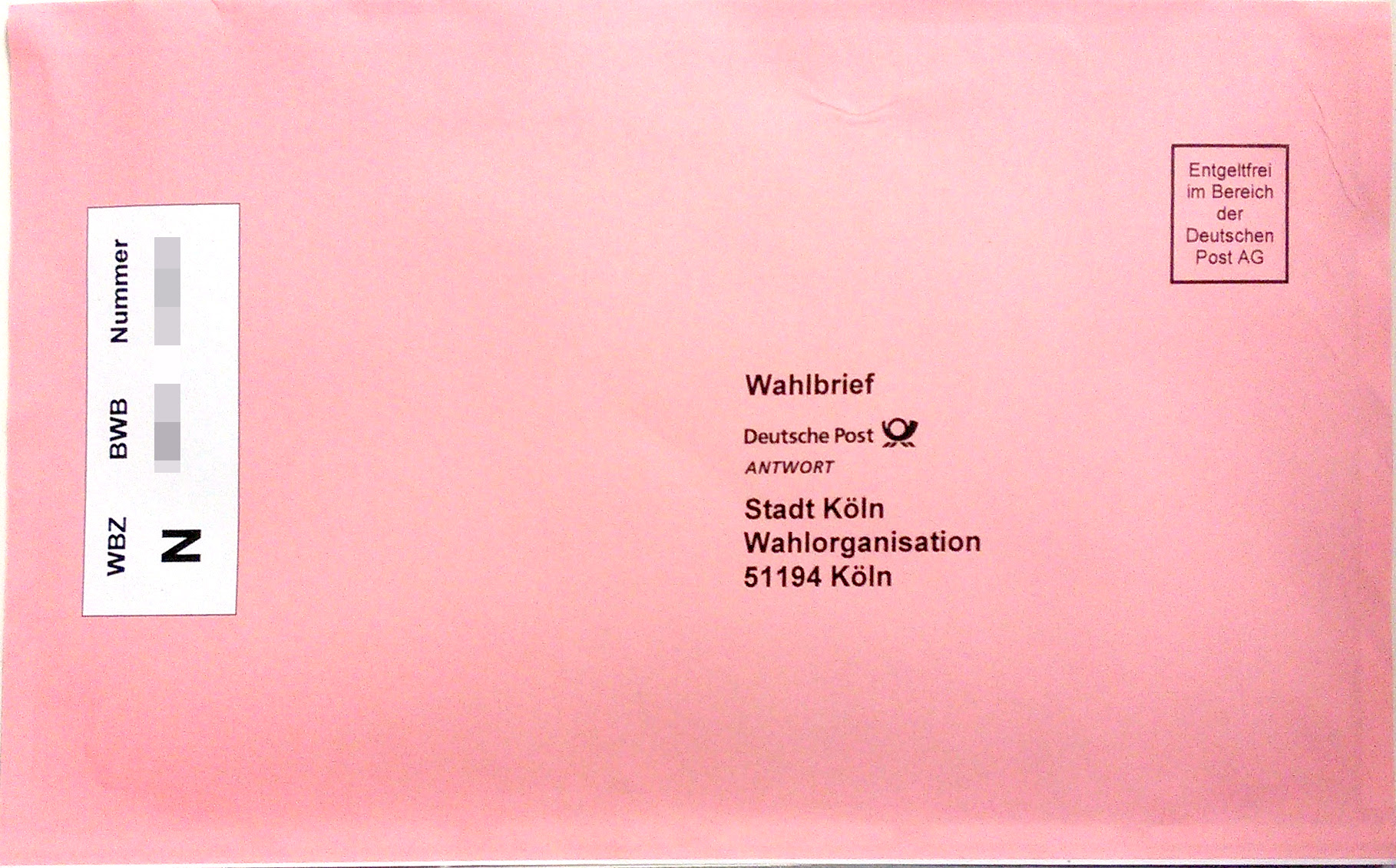
Enveloppe pour le vote postal à l'élection du bourgmestre de Cologne en 2015.

Le vote postal ou vote par correspondance est une procédure de vote qui permet aux électeurs d'exprimer leur droit de vote par correspondance au moyen d'un système postal.

## Principe
Il consiste à envoyer à l’avance (vote anticipé) son bulletin de vote par voie postale ; un numéro d’identification permet de garantir qu’une personne ne vote qu’une fois, tout en maintenant le secret du vote.
Le dépouillement des enveloppes de vote a ensuite lieu en deux temps : ouverture de l’enveloppe contenant la carte d’identification de l’électeur par l’administration communale, puis à la clôture du scrutin, ouverture des enveloppes fermées contenant les bulletins de vote par le bureau électoral.

## Avantages
Le vote postal permet aussi le vote anticipé des électeurs qui peuvent voter un ou plusieurs jours avant la date fixée pour le scrutin. La procédure peut se dérouler par correspondance ou physiquement dans des bureaux de vote spéciaux.
L'objectif des votes postaux et anticipés est de développer la participation en permettant de voter aux personnes empêchées de le faire par des circonstances personnelles, et de réduire l'affluence le jour de l'élection.
Des motifs d'empêchement particuliers peuvent être requis (participation à l'organisation de l'élection, raisons professionnelles, médicales).

## Problèmes
Le vote par correspondance peut aussi être utilisé pour commettre une fraude électorale, par exemple en volant les enveloppes dans les boîtes aux lettres ou bien en dissimulant l'utilisation d'électeurs fantômes,,,.

## Utilisation

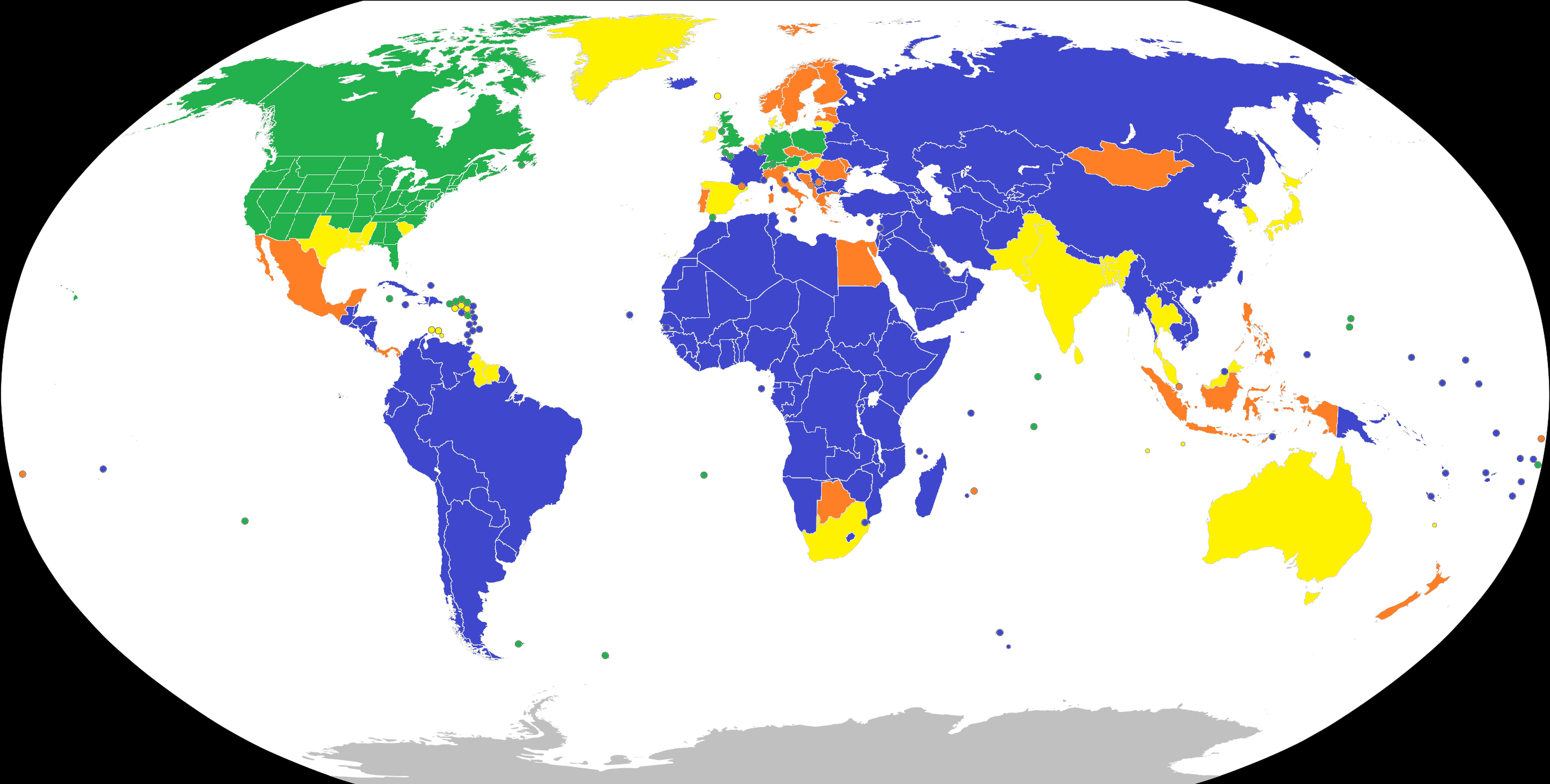
Utilisation du vote postal dans le monde

### Amérique
Couramment utilisé dans certains États des États-Unis, il est largement utilisé lors de l'élection présidentielle américaine de 2020,. Il est contesté par le président Trump qui souhaite l'abolir, lui imputant sa défaite de 2020.

### France
En France, le vote postal est introduit temporairement en 1919 pour les réfugiés des régions occupées et en 1924 pour les fonctionnaires français chargés d'occuper la Rhénanie. Puis, il est instauré pour tout le corps électoral entre 1946 et 1975, à destination des électeurs éloignés de leur commune de vote, sur justificatif. Le taux de recours demeure faible - 1,58 % des votants aux élections législatives de 1967. Il est aboli en 1975 à la suite de fraudes. En effet, les maires prenaient directement en charge l'envoi du matériel de vote et l'identité des électeurs n'était pas vérifiée par des assesseurs. En outre, la droite est très méfiante à l'égard du service postal fortement syndiqué à la CGT. Dans ces conditions, des élections sont régulièrement annulées, comme les municipales de Bastia en 1965, qui connaissent un taux de maladie peu crédible parmi le corps électoral.
Le vote postal est alors remplacé par le vote par procuration. Deux exceptions : les expatriés l'utilisent encore en plus de l'urne consulaire et du vote par Internet,,, et les personnes incarcérées en établissement pénitentiaire peuvent en faire la demande.
À la suite de la pandémie de Covid-19 en France, il fut proposé de rétablir de mode de scrutin mais la majorité sénatoriale s'y oppose.

### Europe
En Allemagne, le vote postal devint légal en 1957; initialement réservé aux malades, aux expatriés et aux personnes âgées, il fut étendu à tous en 2008,. Aux élections fédérales de 2017, 28,6 % des électeurs se sont exprimés de cette manière.
En Suisse, dans certains cantons, plus de la moitié des suffrages sont exprimés de cette manière. Le vote à l'urne se fait à l'aide du matériel reçu par correspondance.
Depuis 2001, le vote postal est possible au Royaume-Uni sans qu'il y ait besoin, comme avant, de prouver une raison valable telle que maladie ou expatriation,.
En 2020, lors de la pandémie de Covid-19, il fut proposé, en Pologne, de recourir au vote postal pour les élections présidentielles.